# Fourier–Delignetransform
Inom matematiken är Fourier–Delignetransformen (även ℓ-adiska Fouriertransformen eller geometriska Fouriertransformen) en operation av objekt av härledda kategorin av ℓ-adiska kärven över affina linjen. Den introducerades av Pierre Deligne den 29 november 1976 i ett brev till David Kazjdan som en analogi av den vanliga Fouriertransformen. Den användes av Laumon (1987) till att förenkla Delignes bevis av Weilförmodandena.